# كريستيان كاستيلو
كريستيان جيوفاني كاستيلو مارتينيز (بالإسبانية: Christian Giovanni Castillo)‏ (مواليد 25 أغسطس 1984 في سان سلفادور) لاعب كرة قدم سلفادوري دولي يجيد اللعب في خط الوسط . يلعب حاليا لصالح نادي أليانزا السلفادوري منذ 2010 .

## روابط خارجية
- كريستيان كاستيلو على موقع الاتحاد الدولي (مؤرشف)  (الإنجليزية)
- كريستيان كاستيلو على موقع قاعدة بيانات كرة القدم.إي يو (الإنجليزية)
- كريستيان كاستيلو على موقع قاعدة بيانات كرة القدم.إي يو (الإنجليزية)
- كريستيان كاستيلو على موقع ناشيونال فوتبول تيمز (الإنجليزية)